# Fânzeres
Fânzeres ist eine Kleinstadt und eine ehemalige Gemeinde (Freguesia) im Norden Portugals. Der Ort gehört zur Metropolregion von Porto (Grande Porto). Die Stadtbahnlinie F der Metro do Porto endet hier.

## Geschichte
Der Ort ist sehr alt. So führen Historiker und Lusitanisten wie Joseph M. Piel den Ortsnamen (von Fanzanares) auf germanische Ursprünge zurück, als ab 409 n. Chr. germanische Stämme in die Römische Provinz Lusitania einfielen und erst Sueben, dann Vandalen und schließlich Westgoten hier herrschten.
Vermutlich wurde der Ort im Verlauf der mittelalterlichen Reconquista neu besiedelt. Bereits im 9./10. Jh. war Fânzeres eine Gemeinde im Gebiet des hiesigen Großgrundbesitzers Gundezindo.
In den Registern von 1226 wird Fânzeres als zu Maia gehörend geführt, ein Schandpfahl (Pelourinho) deutet auf früher vergebene Stadtrechte und Bedeutung als Verwaltungssitz.
Im Miguelistenkrieg durchzog D. Miguel hier am 5. November 1832 das Gemeindegebiet auf dem Weg von Lissabon zu seinen Truppen, die unter General Lemos Porto erfolglos belagerten.
Der Ort wurde am 30. Juni 1989 zur Vila (Kleinstadt) erhoben.
Im Zuge der Gebietsreform 2013 wurde die Gemeinde Fânzeres aufgelöst und mit São Pedro da Cova zu einer neuen Gemeinde zusammengeschlossen.

## Verwaltung
Die Gemeinde (Freguesia) Fânzeres gehörte zum Kreis (Concelho) von Gondomar im Distrikt Porto. Die Gemeinde hatte eine Fläche von 8,1 km² und 23.150 Einwohner (Stand 30. Juni 2011).
Im Gebiet der ehemaligen Gemeinde Fânzeres liegt nur der gleichnamige Ort.
Mit der Gemeindereform vom 29. September 2013 wurden die Gemeinden Fânzeres und São Pedro da Cova zur neuen Gemeinde União das Freguesias de Fânzeres e São Pedro da Cova zusammengeschlossen. Fânzeres ist Sitz dieser neu gebildeten Gemeinde.
| Bevölkerungsentwicklung der Gemeinde Fânzeres (1864–2011) | Bevölkerungsentwicklung der Gemeinde Fânzeres (1864–2011) | Bevölkerungsentwicklung der Gemeinde Fânzeres (1864–2011) | Bevölkerungsentwicklung der Gemeinde Fânzeres (1864–2011) | Bevölkerungsentwicklung der Gemeinde Fânzeres (1864–2011) | Bevölkerungsentwicklung der Gemeinde Fânzeres (1864–2011) | Bevölkerungsentwicklung der Gemeinde Fânzeres (1864–2011) | Bevölkerungsentwicklung der Gemeinde Fânzeres (1864–2011) | Bevölkerungsentwicklung der Gemeinde Fânzeres (1864–2011) | Bevölkerungsentwicklung der Gemeinde Fânzeres (1864–2011) | Bevölkerungsentwicklung der Gemeinde Fânzeres (1864–2011) | Bevölkerungsentwicklung der Gemeinde Fânzeres (1864–2011) | Bevölkerungsentwicklung der Gemeinde Fânzeres (1864–2011) | Bevölkerungsentwicklung der Gemeinde Fânzeres (1864–2011) | Bevölkerungsentwicklung der Gemeinde Fânzeres (1864–2011) |
| --------------------------------------------------------- | --------------------------------------------------------- | --------------------------------------------------------- | --------------------------------------------------------- | --------------------------------------------------------- | --------------------------------------------------------- | --------------------------------------------------------- | --------------------------------------------------------- | --------------------------------------------------------- | --------------------------------------------------------- | --------------------------------------------------------- | --------------------------------------------------------- | --------------------------------------------------------- | --------------------------------------------------------- | --------------------------------------------------------- |
| 1864                                                      | 1878                                                      | 1890                                                      | 1900                                                      | 1911                                                      | 1920                                                      | 1930                                                      | 1940                                                      | 1950                                                      | 1960                                                      | 1970                                                      | 1981                                                      | 1991                                                      | 2001                                                      | 2011                                                      |
| 1 877                                                     | 2 122                                                     | 2 773                                                     | 3 309                                                     | 3 818                                                     | 4 217                                                     | 5 474                                                     | 6 688                                                     | 7 643                                                     | 8 783                                                     | 10 888                                                    | 14 362                                                    | 17 126                                                    | 22 007                                                    | 23 108                                                    |

## Persönlichkeiten
Der Schriftsteller und Arzt Júlio Dinis (1839–1871) lebte hier einige Jahre, untergebracht im Haus des Abtes Pinto Outeiro.
Der Schriftsteller Camilo Castelo Branco (1825–1890) hielt sich hier gelegentlich auf. Sein Schwiegervater Sebastião Santos stammte aus Fânzeres.